# Edenred
A Edenred, anteriormente conhecida como Accor Services, é uma provedora internacional de serviços de pagamento.

## História

### Fundação e integração à Accor (década de 1950 - 2009)
Inspirado no Luncheon Voucher original, um conceito lançado no Reino Unido em 1954, e na Luncheon Vouchers Company fundada por John Hack em 1955, Jacques Borel criou um vale-refeição no mercado francês em 1962. Um decreto do governo francês, aprovada em 1967, reconheceu oficialmente o vale-refeição como benefício aos empregados. O conceito foi lançado fora da França a partir de 1976. O Ticket Restaurant e sua variante local Ticket Alimentación começaram a se espalhar para outros países da Europa e da América Latina, incluindo Brasil e México.
A entidade Ticket Restaurant, que era subsidiária da Accor desde 1983, tornou-se Accor Services em 1998. A Accor também havia adquirido vouchers de almoço um ano antes. Assim, as duas entidades foram fundidas sob o novo teto da Accor Services.
Em setembro de 2007, a Accor Services adquiriu uma participação de 98,3%, pioneira no Reino Unido e líder de mercado em cartões pré-pagos, PrePay Technologies Ltd, por 55 milhões de euros.

### Formação da Edenred (2010 - hoje)
Após a divisão dos negócios de hotelaria e serviços pré-pagos da Accor, a Accor Services tornou-se Edenred em junho de 2010. O grupo foi listado na NYSE Euronext Paris em 2 de julho de 2010. Jacques Stern foi nomeado presidente e CEO.
A Edenred também lançou o cartão Ticket Plus na Alemanha (bens básicos: alimentos, combustível, refeições), Ticket Cultura no Brasil (bens e serviços culturais) e Fides Cloud Loyalty Software na Índia, gerido pela sua subsidiária Accentiv India Pvt. Ltda.
Em 2014, a Edenred adquiriu a C3, líder no mercado de cartões de folha de pagamento para funcionários nos Emirados Árabes Unidos. O Grupo também adquiriu 34% da UTA, o segundo maior emissor de cartões de combustível da Europa, antes de aumentar a sua participação para 51% em janeiro de 2017, para 66% em 2018 e 100% em 2020.
Bertrand Dumazy tornou-se presidente e CEO da Edenred em 26 de outubro de 2015.
O grupo mudou o foco para produtos digitais e lançou o cartão Ticket Restaurant na França em abril de 2014. Em 2021, 90% do volume de negócios do grupo em todo o mundo foi gerado a partir de produtos digitais.
Em 2016, o Grupo iniciou uma transformação de longo alcance como parte do seu plano estratégico Fast Forward (2016-2019). Ainda no ano, a Edenred lançou seu negócio de Serviços de Pagamentos Corporativos e adquiriu as operações da Embratec no Brasil. Em novembro de 2018, a Edenred anunciou a aquisição da Corporate Spending Innovations, uma empresa de pagamentos eletrônicos B2B, por US$ 600 milhões.

## Expansão

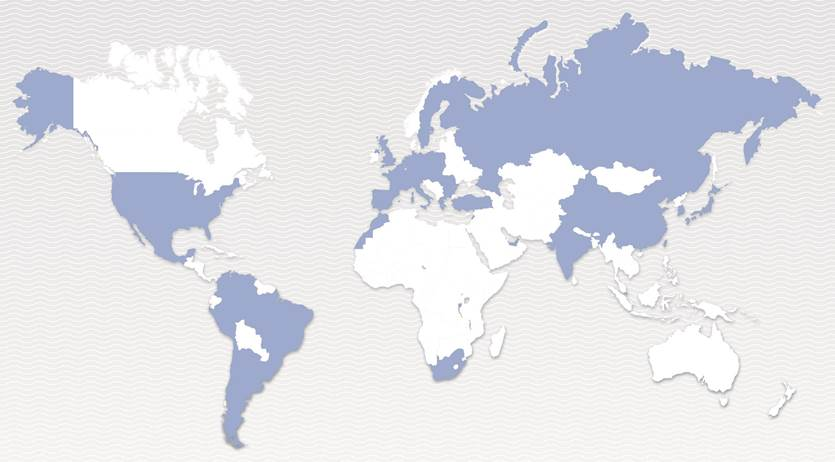
A Edenred possui subsidiárias em 46 países.

A Edenred opera em 46 países e tem mais de 10.000 funcionários. O grupo mudou-se para novos países desde 2010: Finlândia em 2011, Japão em 2012, Rússia, Emirados Árabes Unidos em 2014 e Moldávia em 2018.